# 小倉ゆい
小倉 ゆい（おぐら ゆい、1988年10月1日 - ）は、日本のAV女優。

## 略歴
2007年にAVデビュー。

## 作品

### アダルトビデオ
2007年
- コスメイト流出。（3月20日、ユープランニング）
- City Gals Collection 2（3月30日、シャッフル）他出演:安西千夏、星野優奈、濱田ゆう
- TOKYO SWEET HONEY 3（3月30日、ゴリラプロジェクト）他出演:百瀬ゆうな
- 田舎女子高生援交日記（4月1日、ワンズファクトリー）
- 「家庭教師が美少女にした事の全記録」 隠撮カメラFILE 7（4月13日、グローリークエスト）
- 東京素人娘 LIVE 007 フリーター ゆい（5月18日、KUKI）
- KUDOKIX 007（6月30日、実録出版）他出演:あんり
- 美尻少女 小倉ゆい（7月23日、実録出版）
- 素人ギャルをナンパして無理矢理中出ししちゃいました（7月27日、ケイ・エム・プロデュース）他出演:水野ひかり、麻生岬、中島あいり、茅ヶ崎ありす
- 個撮潜入 エロポーズ大作戦！小倉ゆいチャン個人撮影会で危機一髪!（7月28日、チェリーズ）
- 中●生ネットカフェ難民少女 ゆい（8月25日、チェリーズ）
- ロリ戒（9月29日、アヴァ）
- 制服美少女に悪戯 小倉ゆい（10月25日、イエロー）
- ハメ★チェキ! ～黒いハイソックス～ 小倉ゆい（11月21日、h.m.p）
- TAKARA ULTIMATE BOX（12月6日、タカラ映像）

2008年
- 手コキでベロちゅ～（1月25日、イエロー）他出演:鮎川なお、三浦亜沙妃、愛里ひな、飯島夏希、高瀬七海、浜崎りお、寧々、松嶋侑里、星野優奈、七瀬たまき、おかもとなぎさ
- 官能小説朗読オナニー（2月19日、イエロー）他出演:高瀬七海、三浦亜沙妃、おかもとなぎさ、星野優奈、飯島夏希、七瀬たまき、北田優歩、我那覇レイ、寧々、松嶋侑里、鮎川なお
- ロリータイラマチオ強制口内中出し（5月1日、NIRVANA）他出演:かわのほとり、風吹恋、さくらりこ、南ウラン、相澤のの、小澤新音、長谷川さやか、愛里ひな、松原つくし